# Gmina Krzyżanów
Die Gmina Krzyżanów ist eine Landgemeinde im Powiat Kutnowski der Woiwodschaft Łódź in Polen. Ihr Sitz ist das gleichnamige Dorf.

## Gliederung
Zur Landgemeinde Krzyżanów gehören 31 Dörfer mit einem Schulzenamt:
| Goliszew Julianów Kaszewy Dworne Kaszewy Tarnowskie Kaszewy-Kolonia Krzyżanów Krzyżanówek Kuchary Ktery A Ktery B Łęki Kościelne | Malewo Marcinów Micin Młogoszyn Pawłowice Psurze Rustów Różanowice Rybie Siemieniczki | Sokół Stefanów Siemienice Wały B Wierzyki Władysławów Wojciechowice Duże Wyręby Siemienickie Złotniki Żakowice |

Weitere Ortschaften der Gemeinde sind
| Brony Kaszewy Kościelne Kaszewy-Spójnia Konary Ktery SK | Łęki Kościelne SK Łęki Górne Mieczysławów Świniary Uroczysko Leśne | Wały A Wojciechowice Małe Zawady Zieleniew Jagniatki |